# Opisthotia tumidilinea
Opisthotia tumidilinea là một loài bướm đêm trong họ Geometridae.